# Hoze

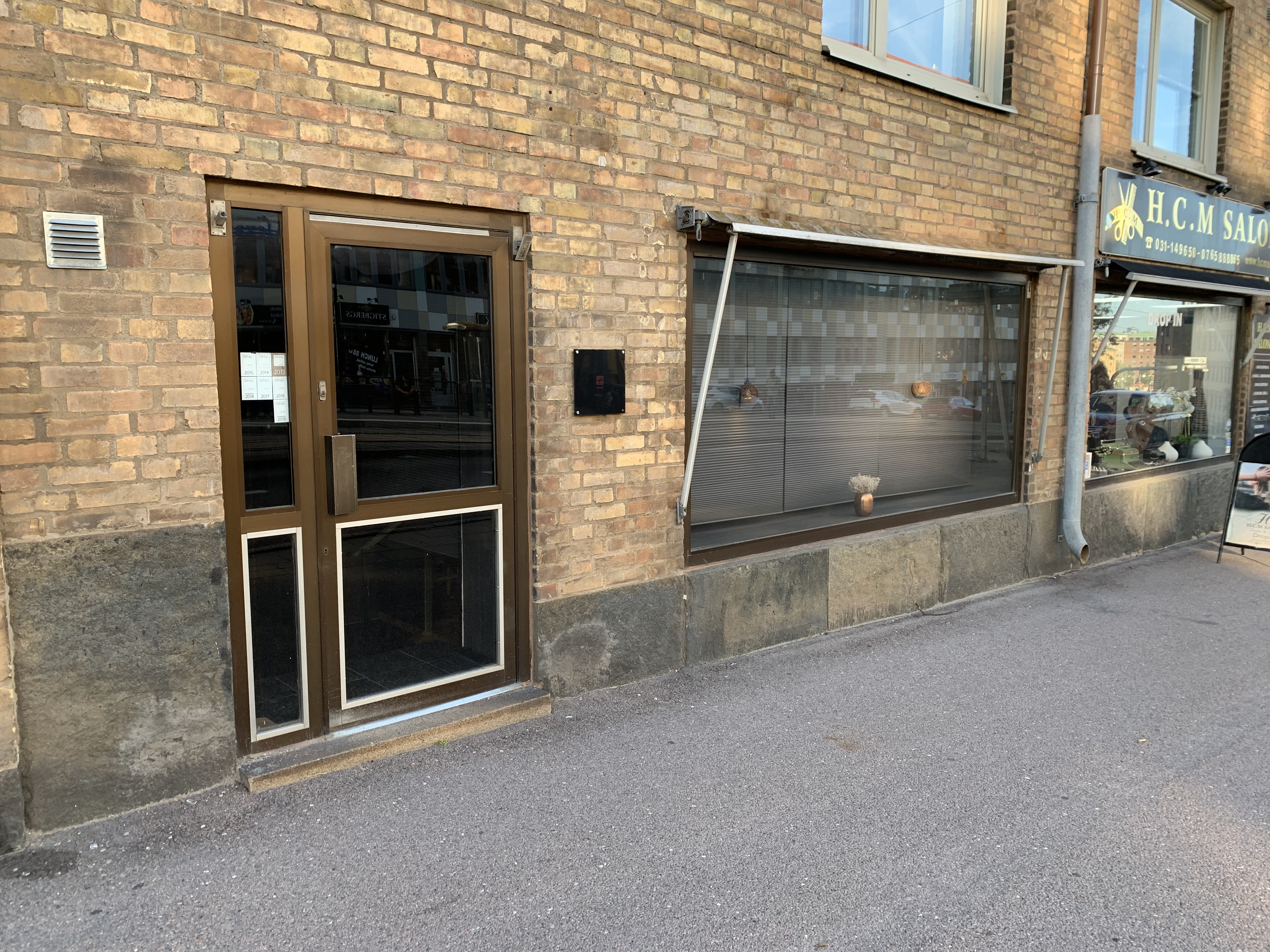
Restaurang Hoze.

Hoze är en restaurang på Stigbergsliden 17 i Göteborg.
Restaurangen, som har sex platser, drivs av José Cerdá. Inriktningen är japanskt, med lokala råvaror.
Den belönades med en stjärna i 2025 års upplaga av Michelinguiden.